# Csillagászati navigáció
Elsősorban a nyílt tengeri hajózásban és nagy távolságú repülésben alkalmazott tájékozódási módszerek csoportja, célja a jármű helyzetének meghatározása az égitestek látszólagos elhelyezkedése alapján.
Az elmúlt évtizedekben az elektronikus navigációs rendszerek, mindenekelőtt a műholdas helymeghatározó berendezések kiszorították a napi használatból. Hajókon ma már többnyire csak tartalék gyanánt, azaz az elektronikus eszközök meghibásodása vagy a műholdas rendszerek működési zavara esetén használják. Repülőgépeken való alkalmazása teljesen eltűnt. Mai napig tartó jelentőségét az adja, hogy szükség esetén teljesen autonóm helymeghatározási lehetőséget biztosít a hajók számára, mert működése nem függ sem a parton és a világűrben kiépített infrastruktúrától, sem elektronikus (tehát érzékeny) berendezések működőképességétől.
Legfontosabb eszközei a szextáns, a hajózási almanach és a kronométer. Egyes elterjedt eljárások alkalmazásánál az előreszámítást is figyelembe kell venni, ezért gyakran a jármű irányításához amúgy is nélkülözhetetlen tájolóra és logra is szükség van.

## Helyzetmeghatározás
A jármű pillanatnyi helyzetét annak földrajzi koordinátái adják.

### Szélesség
A szélességet egy égitest delelési magasságának (kulmináció, meridián átmenet) lemérésével határozhatjuk meg.
A meridiánt kitűző észak-déli irányt az iránytűvel, a {\displaystyle h} kulminációt a szögmérővel (a szextánssal) határozzák meg, a csillag vagy a Nap {\displaystyle \delta } deklinációját a csillagászati táblázatok tartalmazzák.
{\displaystyle \varphi =90^{o}-h+\delta }
Az iránytűvel (tájolóval) végzett méréseket azonban mindenkor pontosítani kell a mágneses deklináció (mágneses elhajlás) adataival, mégpedig az elhajlás irányával ellentétesen, tehát azzal mindig ellentétes előjellel, mely előjel mindig az elhajlás irányára, számértéke pedig mindig annak mértékére utal. Ezeket az adatokat nagy pontosságú térképekről lehet leolvasni (katonai, tereptani, tengerészeti térképekről), és a pontosságnál fontos a kiadási év is, mert az északi, és a déli mágneses pólusok mindig odébb vándorolnak egy kissé (de általában mindig csak egy kis, viszonylag szűknek mondható (kb.: 1000×1000 km-es) területen belül). Ez a vándorlás azonban akár már 10 év alatt is 40–50 km-es távolságot tehet ki.
(A szextáns rendkívül nagy pontosságú, tükrözésen alapuló csillagászati szögmérő műszer, amelynek előállítási ára igen magas, 60 000-100 000 Ft-os érték között váltakozhat. Kényes, finom műszer, nagy gonddal kell vigyázni rá, koccanás, ütődés, pára, nedvesség, stb. nem érheti.) A szextáns a tengerészek, hajósok nélkülözhetetlen, nagy pontosságú műszere. Helyes használatához nagyon sok csillagászati, földrajzi, fizikai, és matematikai ismeretet kell igen magas fokon elsajátítani.

#### Északi féltekén
Az északi féltekén a Sarkcsillag (Polaris) horizont feletti magassága közelítőleg egyezik a hely szélességével. Az eltérés oka az, hogy a Sarkcsillag nem pontosan az égi póluson van. A Sarkcsillag nem pontosan az északi égi pólusnál van, hanem 0° 44’ 09’’-cel eltér, és időben lassan változik is.
(Megjegyzés: a Sarkcsillagot úgy a legkönnyebb megtalálni, hogy a Nagy Medve (Ursa Maior) csillagkép fejrészén lévő két utolsó, vagyis "α" és "β" csillagjai közti távolságot ötször felmérjük képzeletben a "β" csillag irányából az "α" csillag irányába, az ötszörös távolságot azonban mindig az "α" csillagtól kezdve kell felmérni a Nagy Medve (Ursa Maior) csillagképtől távolodva. Ekkor megtaláljuk a Sarkcsillagot (azaz a Polarist), amely a Kis Medve (Ursa Minor) csillagkép "farkának" legutolsó csillagja, a kis Göncölszekér rúdjának a hegye. (A Nagy Medve csillagképben annak az "α" csillagja mindig a Nagy Medve csillagképben a Göncölszekér "rúdjának" a kissé, de fordított "s" alakban ívelt folytatásában elöl áll, míg annak a "β" csillagja pedig a "rúd" vonala mögött, annak az átlós, nyílegyenes folytatásában foglal helyet.) Ez ugyanis a Sarkcsillag megtalálásának másik módja, tehát, ha egyből a Kis Medve csillagképben keressük.)

#### Déli féltekén
A déli féltekén a Dél Keresztje (Crux Australis) csillagkép Acrux (α) csillagjának horizont feletti magassága a déli égi pólustól jó közelítéssel 27°-kal tér el, így a szextánssal lemért szögértékhez ezt a 27°-ot még hozzá kell adni, és az így kapott eredmény közelítőleg egyezik a hely szélességével. Az eltérés oka: a Dél Keresztje csillagkép Acrux (α) csillagjának a déli égi pólustól való eltérése nem pontosan 27°, hanem 26° 54’ 04’’, és időben lassan változik.
(Megjegyzés: a Dél Keresztje csillagképben az Acrux (α) csillag mindig a csillagkép alsó felén látszik, a csillagképnek egy Krisztus-feszületre emlékeztető alakja van (innen a neve), amely keresztnek a függőleges és vízszintes tengelyei két-két végén van a négy csillag; ez a kereszt egy kissé jobbra dől, felső csillagja az alsótól kissé jobbra áll, míg a bal oldali csillag kissé feljebb áll, mint a jobb oldalsó csillagja. A négy közül a legerősebb fényű az alsó csillag, ez az Acrux (α) csillag. (Egy csillagkép legfényesebb csillagát a görög ábécé "α" betűjével jelölik.) Erre a csillagra érvényes az itt megadott érték, ez a tájékozódási pont.)

### Hosszúság
A hosszúságot a helyi (közép-)idő és a világidő különbsége egyértelműen meghatározza:
{\displaystyle \lambda =t_{h}-t_{0}}
A három mennyiséget azonos szögmértékben kell megadni: {\displaystyle 15^{o}=1^{h},1^{o}=4^{m},1'=4^{s}} átszámítással. A mérést rendszerint a Nap delelése (kulminációja) idején végzik, amikor a helyi Nap-idő pontosan 12:00:00.
A mérést a Hajózási Almanachban közölt időegyenlettel (e) kell korrigálni:
{\displaystyle t_{h}=12^{h}+e}
Az időegyenlet az év során kb -14..+16 perc intervallumban változik. Figyelmen kívül hagyása 3-4 hosszúsági fok hibát eredményezhet. (A Bécs–Budapest különbség ~2,5° (!>>= ~2° 30’ 00’’!).)

## Útvonal tervezése
Ismerni kell a kiindulási és a rendeltetési hely földrajzi koordinátáit:
{\displaystyle U_{1}(\varphi _{1},\lambda _{1})} és {\displaystyle U_{2}(\varphi _{2},\lambda _{2})} .
Amennyiben a két pont íve akadályt tartalmaz, akkor a közbenső állomások beiktatásával szakaszonként kell az utat megtervezni. A gyakorlatban legtöbbször menet közben is meg kell határozni a helyzetet és ha ez nem a tervezett útvonalon fekszik, akkor pályamódosítást kell végrehajtani.
Az útvonal vagy a loxodroma íve vagy az ortodroma íve lehet.

### Loxodroma ív
A kiindulási U1 és a célállomás U2 között haladó loxodromát és az ehhez tartozó α irányszöget (kurzus) kell meghatározni.
A szögtartó térképről leolvasható α, λ=x és a megnövelt szélesség {\displaystyle y=\ln {\tan {(45^{o}+{\frac {\varphi }{2}})}}}.
Ellenőrzéshez, pontosításhoz az összefüggés:
{\displaystyle \alpha =\arctan {m}=\arctan {\frac {\Delta \lambda }{\Delta y}}},  ahol:
{\displaystyle \Delta \lambda =\lambda _{2}-\lambda _{1}}, {\displaystyle \Delta y=y_{2}-y_{1}}
A két pont közötti loxodroma-ív hossza - !a térképről nem mérhető! :
{\displaystyle L={\frac {R}{\cos \alpha }}\mid arc(\Delta \varphi )\mid },
ahol: {\displaystyle R}= Földsugár ,{\displaystyle \Delta \varphi =\varphi _{2}-\varphi _{1}}.
Megjegyzés: ha a Δφ különbséget ívpercben adjuk meg, akkor az L-et tengeri mérföld egységben kapjuk, de R-et is így kell megadni. 1 tengeri mérföld = 1 meridián-perc hossza = 1852 m.

### Ortodroma ív
A keresett ív egy olyan gömbháromszög (navigációs háromszög) oldala, amelynek szemközti csúcsa a pólus.
A két hely pólustávolsága
{\displaystyle \beta _{1}=PU_{1}=90^{o}-\varphi _{1}}
{\displaystyle \beta _{2}=PU_{2}=90^{o}-\varphi _{2}}
és a háromszögnek a pólusnál fekvő {\displaystyle \Delta \lambda =\lambda _{2}-\lambda _{1}} szöge:
Az ortodroma hossza a gömbháromszög oldalakra vonatkozó koszinusz-tételéből:
{\displaystyle \cos S=\sin \varphi _{1}\cdot \sin \varphi _{2}+\cos \varphi _{1}\cdot \cos \varphi _{2}\cdot \cos(\Delta \lambda )}
Az indulási szög a szinusz-tételből adódik:
{\displaystyle \sin \kappa ={\frac {\sin(\Delta \lambda )\cdot \cos \varphi _{2}}{\sin S}}}

## Különleges esetek
Ha a két állomás azonos hosszúságon fekszik, akkor mindkét útvonal a meridián íve. A kurzus 0° vagy 180°. A távolság:
{\displaystyle S_{m}=L_{m}=R\cdot arc\mid \Delta \varphi \mid }.
Ha a két állomás azonos szélességen fekszik, a kurzus ±90°.
A loxodroma a paralelkör íve:
{\displaystyle L_{p}=R\cdot arc\mid \Delta \lambda \mid \cdot \cos {\varphi }}.
Az ortodroma hosszát megadó összefüggés:
{\displaystyle \cos S_{p}=\sin ^{2}\varphi +\cos ^{2}\varphi \cdot \cos(\Delta \lambda )}.